# Янко Арсов (революционер)
Янко Кръстев Арсов е български революционер, деец на Вътрешната македоно-одринска революционна организация.

## Биография
Янко Арсов е роден в 1886 година в кратовското село Крилатица, тогава в Османската империя, днес в Северна Македония. Влиза във ВМОРО, през 1907 година е четник при Ной Димитров.
През Балканската война е доброволец в Македоно-одринското опълчение, в 1-ва рота на 10-а Прилепска дружина. Награден е с кръст „За храброст“, IV степен.
През Първата световна война е в редиците на 3-та рота на 13-а допълваща дружина на Българската армия. Умира на 7 юли 1918 година в София.